# إيمي شومر
إيمي بيث شومر (بالإنجليزية: Amy Beth Schumer)‏ هي كوميدية ستاند أب وممثلة وكاتبة ومنتجة أمريكية ولدت في يوم 1 يونيو 1981 في مانهاتن في مدينة نيويورك في الولايات المتحدة، إشتهرت بسلسلة برامجها الكوميدية داخل ايمي شومر وألتي كانت تعرض على قناة كوميدي سنترال منذ 2013، فازت بجائزة بيبودي وترشحت 5 مرات لنيل جوائز الإيمي برايم تايم لبرامجها، في 2015 مثلت في أول أفلامها وهو فلم كارثة مع وألذي كان من تاليفها وبطولتها، في 17 أكتوبر 2015 بدأت بالعمل في برنامج كوميدي أخر إسمه Amy Schumer Live at the Apollo على قناة هوم بوكس أوفيس.

## الأعمال
- فتيات
- داخل ايمي شومر
- كارثة
- شكرا لخدمتك
- أشعر أنني جميلة

## وصلات خارجية
- الموقع الرسمي
- إيمي شومر على موقع IMDb (الإنجليزية)
- إيمي شومر على موقع ميتاكريتيك (الإنجليزية)
- إيمي شومر على موقع الموسوعة البريطانية (الإنجليزية)
- إيمي شومر على موقع روتن توميتوز (الإنجليزية)
- إيمي شومر على موقع مونزينجر (الألمانية)
- إيمي شومر على موقع قاعدة بيانات الأفلام العربية
- إيمي شومر على موقع ألو سيني (الفرنسية)
- إيمي شومر على موقع ميوزك برينز (الإنجليزية)
- إيمي شومر على موقع تيرنر كلاسيك موفيز (الإنجليزية)
- إيمي شومر على موقع أول موفي (الإنجليزية)